# Société d'histoire naturelle de la Moselle
La société d’histoire naturelle de la Moselle (SHNM) est une société savante fondée en 1835 à Metz. Elle a pour but d'étudier les différents aspects de la nature du département de la Moselle, tant géologique, que botanique ou zoologique.

## Historique
Le noyau des collections d’oiseaux, d’insectes et de serpents du muséum de Metz provenait du cabinet d’histoire naturelle du prince de Deux-Ponts, dont le naturaliste François Holandre fut le conservateur de 1782 à 1793. La collection minéralogique fut formée par Henry Michel du Tennetar et par Lucot, un érudit de Bar-le-Duc.  
Le muséum de Metz se trouvait à l’école centrale de Metz, actuel palais de justice de Metz. Instituée par la loi du 5 brumaire de l’an 4 de la République, le muséum disparaît en mai 1802 pour réapparaître le 7 fructidor de l’an 12. 
La ville de Metz nomma Jean Joseph Jacques Holandre conservateur en 1817, et restaura les collections. En 1833, la ville de Metz racheta la collection naturaliste du baron Nicolas Damas Marchant provenant en partie du cabinet de Dupré de Genest. Deux ans plus tard, en 1835, la société d’histoire naturelle de la Moselle est fondée.  
En 1841, Dominique Henry Louis Fournel (1813-1846), succède à Holandre. Les herbiers sont constitués par les frères Charles Monard et Pascal Monard, tous deux chirurgiens militaires. Alfred Malherbe prend la tête de l’institution, avant de laisser la place à Olry Terquem. À cette époque, les collections continuent à s’enrichir grâce aux dons de différents voyageurs, notamment des officiers de Marine, comme Jean Nicolas Eugène Vesco ou Jacques-Nicolas Hippolyte Brosset (1821-1889). Parmi les donateurs du muséum, on peut également citer le comte François Marie van der Straten Ponthoz (1816-1907), Louis Ernest Marie Joseph Caignart de Saulcy (1803-1888), Étienne Pierre Laurent Ferdinand Niepce (1809-1889). Christian Fridrici (1820-1880) aménage le nouveau jardin botanique de Frescatelly en 1868. 
Après l’annexion de 1871, la société prend le nom de « société d'histoire naturelle de Metz », les collections quittent les locaux du muséum de Metz, pour être installées dans une maison léguée par les frères Monard. Fridrici développe surtout à cette époque les collections minéralogique et paléontologique. Johann Baptist Keune continue à enrichir les collections. Après 1919, Wilfried Delafosse prend la tête de la SHNM de 1927 à 1957. Il s’intéressa aussi bien à la faune quaternaire de la vallée de la Moselle qu’à la faune locale. En 1973, la municipalité de Metz décida la fermeture du muséum. La SHNM poursuit néanmoins encore l’étude des collections, qui comptent plusieurs espèces disparues.

## Publications
De 1843 à 1870, la société publie le Bulletin de la Société d'histoire naturelle du département de la Moselle ; en 1874, le bulletin est renommé Bulletin de la société d'histoire naturelle de Metz. Interrompue après 1913, la publication reprend en 1921 sous le titre Bulletin de la société d'histoire naturelle de la Moselle.

## Sources
- Annette Lexa-Chomard et Christian Pautrot, « Les collections d'histoire naturelle de la ville de Metz et les explorateurs naturalistes messins du XIXe siècle », Les collections d’histoire naturelle de la ville de Metz, nos 3/4,‎ septembre 2006 (lire en ligne).
- Annette Lexa-Chomard, Olry Terquem (1797-1886), pionnier de la géologie lorraine, Les Cahiers lorrains, n° 4, 2005 (p. 276-281).
- René Feuga, « Wilfrid Delafosse (1892-1976) », Bull. Soc. Hist. Nat. Moselle, 42e cahier, 1978, p. 5-24.
- Élie Fleur, « Cent ans d’activité scientifique », Bull. Soc. Hist. Nat. Moselle, 1935, p. 1-68.
- Christian Fridrici, « Pascal Monard », Bull. Soc. Hist. Nat. Moselle, 16e Cahier, 1884, p. 155-162.
- Jean-François Holandre, Catalogue des oiseaux qui composent la collection de son altesse sérénissime monseigneur le prince palatin duc régnant des Deux-Ponts, Sanson & Cie Éd., Deux-Ponts, 1785, p. 165.